# لوردية صور
كانت لوردية صور ملكية شبه مستقلة لمملكة بيت المقدس من 1246 إلى 1291.

## خلفية تاريخية
كانت مدينة صور ميناءً مهماً على الساحل الفلسطيني في عهد الخلافة الفاطمية في أواخر القرن الحادي عشر. كانت البلدة تقع على شبه جزيرة يربطها شريط ضيق من الأرض بالبر الرئيسي. وكذلك كانت محاطة بأسوار مثيرة للإعجاب، لكن سكانها زودوا الصليبيين بالطعام عندما غزوا فلسطين في مايو 1099، لأن سكان المدينة أرادوا تجنب صراع مسلح مع هؤلاء المسيحيين الذين رحلوا من أوروبا إلى القدس في 1096. استولى الصليبيون على القدس في شهرين. وآزارتهم الأساطيل البيزية والجنوية والبندقية في احتلال معظم الموانئ الفاطمية على الساحل الغربي للبحر الأبيض المتوسط خلال العقد التالي. واستسلمت لهم قيسارية في 1101، وعكا في 1104، وطرابلس في 1109، وبيروت وصيدا في 1110.
حاول أول ملوك بيت المقدس، بلدوين الأول، الاستيلاء على صور في 1107 للمرة الأولى، لكنه سرعان ما رفع عن الحصار. ولما سقطت طرابلس وبيروت، لجأ المئات من السكان المسلمين في المدينتين إلى صور التي ظلت جيباً فاطمياً. ضرب بلدوين الأول حصاراً على صور مرة أخرى في أواخر نوفمبر 1111، لكن المدافعين دمروا برج حصاره باستخدام خطاطيف حديدية صنعها أحد اللاجئين من طرابلس. واضطر الصليبيون (أو الفرنجة) مرة أخرى إلى رفع الحصار في 10 أبريل 1112. إلا أن الصليبيين سيطروا على معظم القرى المجاورة للبلدة.
قبض الحاكم الأرتقي نور الدولك بلك على بلدوين الثاني، خليفة بلدوين الأول، في شمال سوريا في 1123. كان الملك لا يزال أسيراً عندما وصل أسطول بُندُقي من 120 سفينة إلى ساحل المملكة تحت قيادة الدوق دومينيكو ميشيل [الإنجليزية]. أبرم وارموند بيكوغني [الإنجليزية]، بطريرك القدس اللاتيني، نيابة عن الملك، معاهدة مع الدوق حول فتح صور. نصت المعاهدة، المعروفة باسم معاهدة وارموندي، على حق البنادقة في الاستيلاء على ثلث مدينة صور والقرى المجاورة لها وتحقيق العدالة لجميع من يعيشون في منطقتهم. كما منح الميثاق ثلث الإيرادات الملكية المحصلة في المدينة.
حاصر البنادقة والفرنجة المدينة في فبراير 1124. استسلم سكان المدينة في 7 يوليو 1124، بعد عدم تلقي أي دعم من الفاطميين والحكام المسلمين المجاورين. غادر معظم سكان المدينة المسلمين مدينة صور، ولكن بقي الكثير منهم واستمروا في العيش تحت حكم الفرنجة. استولى البنادقة على منطقتهم وما لا يقل عن ستة عشر قرية مجاورة. أصر بلدوين الثاني على تعديل معاهدة وارموندي بعد إطلاق سراحه وعودته إلى القدس في 1125. حيث ألزمت معاهدته مع البنادقة بالمشاركة في الدفاع عن المملكة، وبالتالي تحويل ممتلكاتهم إلى إقطاعية مملوكة من الملك. سمح بلدوين الثاني للبيزيين بالحصول على خمسة منازل بالقرب من الميناء في أواخر عشرينيات القرن الحادي عشر. كما اشتروا خاناً، على الأرجح من الملك عموري في 1168.
منحت جمهورية البندقية، للوفاء بالتزاماتها العسكرية تجاه الملك، عقارات وراثية في إقطاعيتها لأرستقراطي البندقية مع الالتزام بتقديم الخدمة العسكرية كفرسان في حالة الحرب. في البداية، كان سكان البندقية يدينون بخدمة ما لا يقل عن خمسة فرسان، ولكن انخفض العدد إلى ثلاثة بحلول ثمانينيات القرن الحادي عشر، على الأرجح نتيجة لخسارة ممتلكات البندقية لصالح الملوك. كما حُرم أهل البندقية من حصتهم من الرسوم المحصلة عند البوابة البرية لمدينة صور في ثلاثينيات القرن الحادي عشر.

## المنطقة
غطت لوردية صور مساحة مستطيلة تبلغ حوالي 450 كم2 (110.000 فدان)، مما جعلها واحدة من أصغر المناطق في مملكة بيت المقدس. وكان نهر القاسمية يشكل حدودها الشمالية. وكانت الحدود الجنوبية للوردية تقع على بعد حوالي 15 كم إلى الجنوب من مدينة صور. وتمتد حدودها الشرقية على بعد حوالي 20 كم من الساحل. تألفت اللوردية من شريط ضيق من الأرض على طول الساحل ومنطقة غربية جبلية. تسرد وثائق الفترة الصليبية وجود أكثر من 110 قرى وضيعة ضمن اللوردية، لكن العدد الفعلي للمستوطنات كان أعلى قليلاً. وكانت معظم القرى تقع في المنطقة الغربية.
تألفت ممتلكات الأرستقراطيين البندقيين من عقارات في الريف ومنزل في منطقة صور البندقية، كما تضمن بعضها أيضاً حصة من الإيرادات المجتمعية. حصل فيتالي بانتاليو على قريتين (ديرم وجيفيها)، وثلث القريتين الأخريين (ماهارونا وكفردان) بالإضافة إلى منزل في البلدة و60 بيزنط من الرسوم المحصلة في سوق الآلات الموسيقية. كان منزله مملوكاً لزوج امرأة من عائلة بانتاليو في أربعينيات القرن الثاني عشر. وحصل رولاندو أحد أفراد عائلة كونتاريني [الإنجليزية] على 12 قرية وحصة في أربع قرى أخرى، بالإضافة إلى منزله في البلدة. نظراً لأن كونتاريني مات دون أطفال قبل 1158، طالب بايلي البندقي بإعادة أملاكه من أرملته غويدا غرادينيغو، لكنها عارضت ومنحت ممتلكات زوجها للملك لتأمين الحماية الملكية. كانت غويدا أرملة ثرية، فقد كانت تمتلك قرية بأكملها وثلث القرى الأربع الإضافية ومنزلًا في صور ضمن ملكها الخاص. استولى الملك على العقارات الريفية لأزواجها الراحلين بعد وفاتها.

## أسرة مونتفورت
استولى حزب إبلين [الإنجليزية] على مدينة صور في 1242، خلال حرب اللومبارديين [الإنجليزية]. ووُضعت تحت سيادة باليان دي إبلين [الإنجليزية]، لورد بيروت، في البداية ولكن في 1246، وضعها الوصي المدعوم من إبلين، هنري الأول ملك قبرص [الإنجليزية]، رسمياً تحت إمرة فيليب دي مونتفورت. كل ذلك كان مشكوكاً في شرعيته، ولكن لم يكن هناك شك في أن فيليب لم يكن لديه حق ملكية صور. ومع ذلك، سرعان ما بدأ يطلق على نفسه لقب «لورد صور وتورون».
طرد فيليب البنادقة من صور خلال حرب القديس سابا في 1258. تبعاً لذلك، أصبحت صور مقراً للجنويين في مملكة بيت المقدس، كذلك عكا التي طُرد البنادقة منها بالمثل.
أصبح الملك هيو الثالث ملك قبرص ملكاً على بيت المقدس في 1268، واتخذ على الفور خطوات لتسوية وضع صور، على الرغم من عدم معرفة ما إذا كانت المفاوضات قد بدأت بواسطته أو بواسطة فيليب. أثمر الاتفاق بينهما عن زواج أخت الملك مارغريت من جون ابن فيليب، ومنح هيو الأخير صور، التي كان فيليب قد سلمها طوعاً. احتوى الاتفاق على بند يقضي بموجبه في حالة الاستيراث، أن يدفع التاج لعائلة مونتفورت 150.000 بيزنط سراسيني كتعويض عن تكاليف تحصين صور والدفاع عنها طوال سنوات سيادة فيليب.
سك فيليب وجون العملات النحاسية وعقدا معاهدات مع المسلمين، للتأكيد على استقلالهما. يقترح عالم العملات ميخائيل ميتكالف أن العملة ربما ظهرت في 1269، عقب تقنين مركز فيليب، ولكن من الممكن أن يكون ذلك قد حدث قبل ذلك، حيث أن فيليب كان يضع سياسته الخاصة منذ 1258 على أبعد تقدير. عقد جون معاهدة منفصلة مع السلطان المملوكي الظاهر بيبرس لحماية صور في 1271، وذلك قبل عام من إبرام هيو الثالث معاهدة مماثلة لحماية المنطقة المحيطة بعكا.
لم ينجب جون ومارغريت أي أطفال، وعند وفاة جون في 1283 انتقلت صور إلى التاج. نظراً لعدم قدرته على دفع التعويض، توصل هيو إلى اتفاق مع همفري، شقيق جون الأصغر، الذي كان سيحتفظ بصور مؤقتاً حتى يتم دفع التعويض، وإذا لم يتم الدفع بحلول مايو 1284، كان سيحتفظ به بشكل دائم. إلا أن هيو وهمفري توفيا قبل ذلك التاريخ وآلت صور إلى حق الاستيراث. ومن غير المعروف ما إذا كان التعويض قد دُفع لورثة همفري.
منح الملك هنري الثاني صور لأخيه الأصغر عموري في أواخر ثمانينيات القرن التاسع عشر. لا يُعرف التاريخ الدقيق لذلك، لكنه أصبح لورد صور بحلول 1289 على أبعد تقدير. واحتفظ بها حتى استولى المماليك عليها في 1291.

## لوردات صور
- صور جزء من ملكية بيت المقدس (1124–1129) [34]
- فولك أنجو (1129–1131) [34]
- صور جزء من ملكية بيت المقدس (1131-1187) [34]
- كونراد مونتفيرات، بحكم الأمر الواقع (1187–1190)، بحكم القانون (1190-1192) [34]
- صور جزء من المجال الملكي (1192–1246) [34]
- فيليب مونتفورت (1246–1269) [35]
- جون مونتفورت (1269–1283) [36]
- همفري مونتفورت (1283–1284) [37]
- صور جزء من ملكية بيت المقدس (1284–1289) [38]
- عموري دي لوزينيان [الإنجليزية] (1289–1291) [38]